# Trận bão tại Bắc Kỳ tháng 10 năm 1938
Vào ngày 8 tháng 10 năm 1938 (nhằm ngày Tết Trung thu năm Mậu Dần), một trận bão được đánh giá là có cường độ rất mạnh đã đổ bộ vào vùng Bắc Kỳ thuộc Liên bang Đông Dương. Trận bão ảnh hưởng đến cả Philippines và miền Nam Trung Quốc.
Xuất phát từ một vùng áp thấp ở vùng biển Thái Bình Dương ngoài khơi Philippines, xoáy thuận đã đi qua đảo Luzon vào đêm 5 rạng sáng ngày 6 tháng 10, gây ra một vụ đắm tàu và làm 33 người thiệt mạng tại quốc đảo; trước khi đi vào biển Đông rồi phát triển trở thành một cơn bão rất mạnh trong vùng biển này. Ngày 7 tháng 10, bão vượt qua đảo Hải Nam (Trung Quốc) đi vào Vịnh Bắc Bộ và đến trưa chiều ngày 8 tháng 10 đã đổ bộ vào Cẩm Phả thuộc tỉnh Quảng Yên của Bắc Kỳ, nay thuộc tỉnh Quảng Ninh của Việt Nam với cường độ rất mạnh, gây gió mạnh, mưa lớn cho các tỉnh Bắc Kỳ trong các ngày sau đó và làm ít nhất 17 người thiệt mạng.
Báo chí Đông Dương đương thời coi đây là trận bão "khủng khiếp". Bão đã gây thiệt hại nặng nề tại Hà Nội và các tỉnh thành Bắc Kỳ khi đó như Hải Phòng, Quảng Yên, Bắc Ninh, Kiến An. Do bão đổ bộ Bắc Kỳ đúng vào ngày Tết Trung thu, nhật báo L'Avenir du Tonkin đã viết "người An Nam buồn bã chứng kiến lễ hội trung thu hoàn toàn bị phá hỏng".

## Quá trình hoạt động
Theo Doucette (1938), vùng xoáy tiền thân cho bão xuất hiện cách Guam khoảng 200 dặm về phía nam–tây nam, xu hướng phát triển tốt, di chuyển theo hướng Tây Tây Bắc và sau lệch dần phía Tây Bắc. Theo International Best Track Archive for Climate Stewardship (IBTrACS), cơn bão xuất hiện từ ngày 1 tháng 10 năm 1938. 3 ngày tiếp theo, nó có xu hướng đi lệch về phía Tây Nam một chút và hướng đến Samar và Surigao del Sur của Philippines; tuy nhiên khi vào gần bờ biển, bão đã đổi hướng đi lên phía Tây Bắc và Bắc Tây Bắc song song bờ biển phía Đông Samar, rồi chuyển hướng Tây Tây Bắc đổ bộ vào bờ biển đảo Luzon, ở một điểm nằm về Baler, tỉnh Tayabas (nay là Aurora) một khoảng cách ngắn. Thời gian đổ bộ được cho là vào đêm ngày 5 và rạng sáng ngày 6 tháng 10 năm 1938, trùng khớp với dữ liệu của Cơ quan Khí tượng Đông Dương và số liệu của Doucette (1938) ghi nhận tại Baler, Philippines cho thấy áp suất khí quyển là 726,01 mmHg (967,93 hPa) với gió nam–đông nam cấp 12, trong khi IBTrACS cho biết thời gian bão đổ bộ Philippines muộn hơn, trong ngày 6 tháng 10.
Vào ngày 6 tháng 10, bão vượt qua đảo Luzon đi vào biển Đông, sau đó di chuyển về phía Tây. Ở thời điểm ngày 7 tháng 10, cơn bão được cho là cách đảo Hoàng Sa (Pattle) khoảng 150 mi (240 km) về phía Đông Bắc, sau chuyển hướng về phía Tây Bắc và cường độ được cho là rất dữ dội, gây ra những trận gió lên đến cấp 12 (theo thang sức gió Beaufort) ở đảo này. Tối 7 tháng 10, khoảng 22 giờ bão đi qua đảo Hải Nam và tiến vào Vịnh Bắc Bộ, tại Fort-Barayd (Trạm Giang, Quảng Đông ngày nay), ghi nhận gió cấp 12 trong các ngày 7 và 8. Từ khoảng 11 giờ trưa đến 16 giờ ngày 8 tháng 10, trung tâm bão đi vào tỉnh Quảng Yên, tại vùng Cẩm Phả (nay thuộc tỉnh Quảng Ninh), nằm về phía Bắc đài khí tượng Phù Liễn. Theo Cơ quan Khí tượng Đông Dương, bão vẫn giữ cường độ mạnh lúc 16 giờ ở phía Bắc Đông Triều. Tổng hợp của Cơ quan Khí tượng Đông Dương cho biết khí áp thấp nhất do bão gây ra tại Phù Liễn là 927 hPa (27,4 inHg) hoặc 970 hPa (29 inHg) ở thời điểm 16 giờ nói trên, và tài liệu của cơ quan này xác nhận cả 2 con số, không khẳng định con số nào là chính xác, đồng thời cho biết giá trị này "tiệm cận mức thấp nhất được ghi nhận từ trước đến nay" (se rapprochant du minimum enregistré à ce jour). Bão băng qua vùng Trung du và miền núi Bắc Kỳ và đến sáng ngày 9 tháng 10 vẫn còn ghi nhận tín hiệu ở Lai Châu và vùng Bắc Lào. Khi đổ bộ vào Bắc Kỳ, dù rất mạnh và gây thiệt hại lớn, song theo L'Avenir du Tonkin (Tương lai Bắc Kỳ), trận bão không phải thuộc nhóm có sức tàn phá đến mức "quá thảm khốc", sức gió tối đa dường như không vượt quá 200 km/h (110 kn) trong khi một số cơn bão "đặc biệt thảm họa" có sức gió lên tới 300 km/h (160 kn). Theo hệ thống IBTrACS, bão đi qua đảo Hải Nam ngày 8 tháng 10 và ghi nhận lần cuối ở gần Hải Ninh và Quảng Yên tối muộn cùng ngày.

## Tác động và thiệt hại
Trước khi đi vào biển Đông, bão đã làm chết khoảng 33 người tại Philippines, tổn thất lớn nhất là do tàu máy Dumaguete bị chìm gần Oslob, tỉnh Cebu. Hành khách và thủy thủ đoàn rời tàu máy trên ba xuồng cứu sinh, hai trong số đó đã vào bờ, tuy nhiên, chiếc thứ ba đã bị mất, với 12 người trên đó.
Khi đổ bộ vào Bắc Kỳ tại Cẩm Phả vào ngày 8 tháng 10, cường độ trận bão được cho là rất mạnh, những cơn gió mạnh nhất có thể đạt tới 180 km/h (97 kn). Từ 12 giờ 30 ngày hôm đó, Phù Liễn bắt đầu đối mặt với những cơn gió giật trên 100 km/h (54 kn), thông tin liên lạc bị cắt đứt, Đài khí tượng Phù Liễn được cho là "bị cô lập hoàn toàn" từ chiều thứ 7 (ngày 8) đến Chủ Nhật (ngày 9 tháng 10). Đường đi của bão được cho là quét dọc một loạt địa phương trung du Bắc Kỳ như Phủ Lạng Thương, Vĩnh Yên, Phú Thọ, gió mạnh cấp 12 cũng đã được ghi nhận tại Bắc Vịnh Bắc Bộ và vùng phía Bắc sông Hồng trong suốt ngày 8 và 9, những ảnh hưởng dữ dội của nó cũng xuất hiện ở phạm vi rộng, thậm chí tại các địa bàn miền núi, trung du như Lạng Sơn và Thái Nguyên.  Mưa rất lớn với tổng lượng mưa 200–250mm, có nơi cao hơn, trong các ngày 8 đến 10 tháng 10 năm 1938 ở Bắc Kỳ, bao gồm Hà Nội. Riêng trong ngày 9 tháng 10, Hà Nội ghi nhận lượng mưa lên đến 157 mm (0,515 ft) gây ngập lụt nhiều nơi.
Tại Hà Nội, bão ảnh hưởng từ 3 giờ chiều ngày 8 tháng 10, "gió thổi dữ dội", "những thác nước lớn tràn vào khu vực phía dưới thành phố, đặc biệt là Gare và Citadelle", bão hoành hành đến tận đêm khuya. Cây cối; vườn hoa; mạng lưới điện bị hư hỏng. Ngày hôm sau [Chủ nhật], dù mưa gió đã giảm, thành phố trông "hoang tàn" như người xưa mô tả "đường và vỉa hè rải đầy lá, cành cây, gỗ chết; cây bị cắt xén; lộ ra cả những dây điện bị đứt". Các tuyến phố như Hàng Da, Chợ Hôm (phố Huế ngày nay), Jullien Blanc (nay là phố Phủ Doãn) nhiều cây to bật gốc, một cây đa cổ thụ tại phố Hàng Quạt cũng bật gốc. Cảnh tượng tương tự cũng xảy ra ở Hải Phòng, giao thông bị gián đoạn, chậm trễ, gió thổi rất mạnh khiến nhiều ngôi nhà bị hư hại nghiêm trọng, cửa bị thổi bay, mất điện. Thuyền thóc của thương lái Phú Xuyên và Thanh Hà tại tỉnh Kiến An "tuy đã neo nọc cẩn thận mà không lại với sức gió", "thiệt hại kể tới mấy nghìn".
Tại Quảng Yên, bao gồm Hòn Gai, cơn bão được L'Avenir du Tonkin đánh giá "dữ dội hơn ở Hải Phòng", còn theo Trung Hòa báo, "từ trưa trở đi đến tối gió càng to", hàng chục chiếc sà lan lớn bị bão đánh chìm, cây cối bị đổ rất nhiều, nhất là ở trại lính và trước tòa sứ, lúa đến nhiều phần bị giập hoặc nằm ẹp xuống, mất điện diện rộng. Một chiếc thuyền củi giá 300 đồng bị đắm ở sông Bạch Đằng. Giao thông bị ảnh hưởng khi các bến phà đều không hoạt động, trong khi ở Hòn Gai, những con đường vẫn có thể đi được nhưng "đòi hỏi du khách phải có sự cố gắng lớn". Tờ Trung Hòa báo cho biết, "từ tỉnh thành đến khắp các miền quê, trận bão này đã làm đổ rất nhiều cây cối". Các tỉnh đồng bằng như Hải Dương, Nam Định, Ninh Bình, Thái Bình hầu hết cũng chịu tác động ít nhiều bởi bão. Tuyến phà Quý Cao trên sông Thái Bình bị đắm, giao thông ô tô gián đoạn, tê liệt; trong khi khu vực Nam đồng bằng ít ảnh hưởng hơn.
Về nhân mạng, tại Bắc Ninh, Trung Hòa báo vào ngày 13 tháng 10 ghi nhận 13 người thiệt mạng, gồm một người già bị bức tường cuối nhà thờ Thanh Giã bị đổ đè vào, và 12 người chết trong một vụ đắm đò tại huyện Văn Giang. Tại Hà Nội, trên phố Autigeon (nay là phố Đặng Tất), một đứa trẻ người An Nam bị điện giật chết; ngoài ra có một phụ nữ và một bé gái chết đuối khi một ngôi nhà nổi bị gió bão cuốn trôi. Tại Hải Phòng, một chiếc thuyền buồm chở 8 tấn vôi neo đậu tại Bình Đông bị lật úp, làm chết đuối một người phu thuyền.
Theo âm lịch, cơn bão đổ bộ nhằm ngày rằm tháng 8 âm lịch, nhằm vào Tết Trung thu ở An Nam. Các lễ hội Trung thu tại Hà Nội và Hải Phòng đều bị dừng lại. Tờ L'Avenir du Tonkin ngày 10 tháng 10 năm 1938 có viết: "Buổi tối hôm nay [8 tháng 10 năm 1938, thứ Bảy] lẽ ra phải là một buổi tối lễ hội đối với người An Nam, lại là một buổi tối buồn thảm"; "người dân phải nhốt mình trong nhà"; "người An Nam buồn bã chứng kiến lễ hội trung thu hoàn toàn bị phá hỏng". Tràng An báo viết trận bão này "có hại cho nông dân vô kể", "lúa bị đổ non hết", "nếu may ra nước ra mau không bị thối thì cũng bị giảm thu đến quá nửa". Thống sứ Bắc Kỳ khi đó Yves Charles Châtel cũng đã trực tiếp đến Hải Phòng, Kiến An, Hải Dương và Hòn Gai, Bãi Cháy, Quảng Yên (nay là Quảng Ninh) vào ngày 13 tháng 10 để thị sát và đôn đốc khắc phục những hậu quả nghiêm trọng do bão gây ra. Cơ quan Khí tượng Đông Dương đánh giá, sau các tháng 7, 8 lượng mưa Bắc Kỳ thâm hụt so với trung bình nhiều năm, thì đến tháng 10 lượng mưa khu vực kể trên lại cao hơn bình thường, nhất ở vùng đồng bằng sông Thái Bình (vượt chuẩn 45%).